# Erich Jedelsky
Erich Jedelsky (* 1923 in Müglitz, Tschechoslowakei; † 7. November 2000 in Neunkirchen, Niederösterreich) war ein österreichischer Modellflug-Pionier.

## Leben
Jedelsky war ein Verfechter fortschrittlicher Aerodynamik und Mitbegründer der „Wiener Schule“.
Sein Hauptanliegen lag in der Entwicklung von Flügel-Profilen mit möglichst geringer Sinkgeschwindigkeit. Die Vogelschwingen in der Natur waren Vorbild und so entstanden die Jedelsky-Profile, die auch im Windkanal getestet wurden. Er entwickelte die nach ihm benannte Jedelsky-Vollbalsa-Bauweise.
Jedelsky konstruierte etliche Flugmodelle, wie den Specht, Kiebitz, Sperber, Taifun, Storch, Kobold, Weihe, Wiesenschleicher, Airfish, der heute noch zur Anfängerschulung gerne eingesetzt wird. Seine Modellbauvorlagen im Format 50 × 70 cm sind im Verlag Sperl, Wien in den frühen 1950er Jahren erschienen.